# 808
808 (DCCCVIII) je bilo prestopno leto, ki se je po julijanskem koledarju začelo na soboto.

## Dogodki
- 1. januar

## Rojstva
- Gottschalk, nemški (saksonski) teolog († 867)